# Marga Ferré
Margarita María «Marga» Ferré Luparia (Buenos Aires, 17 de marzo de 1968) es una política y locutora hispano-argentina, que se desempeñó como diputada de la VI y VII legislaturas de la Asamblea de Madrid por Izquierda Unida Comunidad de Madrid (IU-CM) .

## Biografía
Nacida el 17 de marzo de 1968 en Buenos Aires, se trasladó a España después del Golpe de Estado en Argentina de 1976. Se afilió al Partido Comunista de España (PCE) y en Izquierda Unida (IU) en 1993. Tras estudiar periodismo, trabajó como locutora de radio y en Comisiones Obreras (CCOO).
Miembro de la dirección de Izquierda Unida Comunidad de Madrid (IU-CM), fue incluida en el quinto lugar de la lista para las Elecciones a la Asamblea de Madrid de mayo de 2003 encabezada por Fausto Fernández Díaz. Elegida diputada por la efímera VI legislatura del parlamento regional, integró la comisión parlamentaria de investigación del Tamayazo. Fue nuevamente candidata en el quinto lugar de la lista de IU-CM para las elecciones de octubre de 2003 y resultó también elegida diputada autonómica para la VII legislatura.
Ha ejercido de secretaria ejecutiva de elaboración política y programas de IU Federal.